# Bethany Ehlmann
Bethany List Ehlmann est une professeure américaine de sciences planétaires à l’institut de Technologie de Californie et chercheuse au Jet Propulsion Laboratory.

## Éducation et début de carrière
Ehlmann est née et a grandi à Tallahassee, en Floride. Elle obtient son baccalauréat en arts en 2004 de l’université Washington de Saint-Louis. Au cours de sa deuxième année, elle reçoit la bourse d’études Barry M. Goldwater. Elle fréquente ensuite l’université d’Oxford en tant que boursière Rhodes à partir de 2004. Elle y obtient deux maîtrises en sciences, l’une en changements et gestion de l’environnement sous le mentorat de John Boardman, décernée en 2005, et l’autre en géographie sous le mentorat de Heather Viles, décernée en 2007. Pendant son séjour à Oxford, elle contribue à l’analyse des données de télédétection pour aider à évaluer les sites d’atterrissage sécurisés du Mars Rover dans une étude réalisée en 2005. Sa thèse de maîtrise s’intitule Mise au point de techniques quantitatives d’évaluation de la morphologie de la dégradation des roches : étude de cas de blocs de basalte dans les Channeled Scablands, Washington, États-Unis. 
Ehlmann retourne ensuite aux États-Unis pour suivre un doctorat en sciences géologiques à l’université Brown, dans le groupe de recherche de John F. Mustard.  Au cours de sa carrière doctorale, elle se concentre sur l’étude de Mars en utilisant les données spectrales orbitales du spectromètre d’imagerie de reconnaissance compact pour Mars (CRISM), un spectromètre infrarouge visible à bord du Mars Reconnaissance Orbiter, qui prend des mesures à la surface et dans l’atmosphère de Mars. Le CRISM est utilisé pour trouver les signatures spectrales des différents minéraux afin de comprendre quels minéraux sont présents sur Mars et de formuler des hypothèses sur la manière dont différents processus géologiques ont façonné la planète au cours de son histoire. En utilisant les données CRISM, Ehlmann est la première à identifier des roches carbonatées sur Mars, dont la présence suggère que l’eau présente sur Mars lors de la formation de ces roches était neutre à alcaline,. Elle découvre également des preuves de la présence d'un minéral produisant du méthane, appelé serpentine, sur Mars. Cette découverte pourrait être un indice de la vie passée sur Terre, car la serpentine provient d'un minéral appelé olivine dans un processus hydrothermal qui pourrait servir de source d'énergie aux microbes producteurs de méthane. Sa thèse, publiée en 2010 et intitulée Les environnements du début de Mars révélés par la spectroscopie dans l'infrarouge proche des minéraux d'altération, documente son enquête sur les processus aqueux qui se sont produits sur l'ancienne Mars au cours de la première époque de l'histoire martienne : le Noachien (> 3,7 Ga). Les travaux visent en partie à mieux comprendre l'évolution de l'habitabilité de Mars au fil du temps, ainsi qu'à comprendre comment les environnements aqueux ont évolué sur Mars.  Elle reçoit le prix Joukowsky pour sa thèse de doctorat. 
Après son doctorat, Ehlmann bénéficie d'une bourse Marie-Curie (bourse de l'Union européenne) à l’institut d’Astrophysique spatiale de l’université Paris-Sud.

## Recherche
En 2011, Ehlmann devient professeure adjointe en sciences planétaires à l’institut de Technologie de Californie et chercheuse scientifique au Jet Propulsion Laboratory. Elle poursuit ses recherches sur la composition minérale et la chimie de différentes planètes, en particulier sur la Terre et sur Mars. Elle s'intéresse particulièrement au traçage des processus chimiques de l'eau sur d'autres planètes. Par exemple, son groupe contribue à notre compréhension de l’atmosphère manquante de Mars,. Une hypothèse précédente suggérait que le carbone de l’atmosphère épaisse de Mars avait été emprisonné dans des roches carbonatées et des minéraux. L'équipe d'Ehlmann, cependant, inventorie les preuves de carbonate sur la planète en analysant les données satellitaires et découvre qu'il n'y avait pas assez de roches sur la planète pour soutenir cette hypothèse. Le groupe suggère à la place que l'atmosphère s'est progressivement perdue dans l'espace, ce qui est corroboré par les preuves recueillies par le rover Curiosity. 

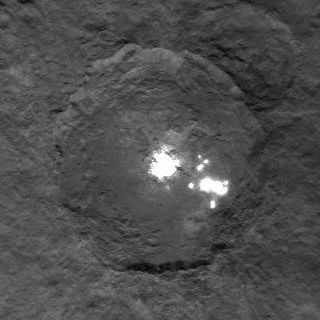
Cratère Occator

Ehlmann collabore également au développement et aux opérations de mission pour la NASA, notamment le rover Curiosity du Mars Science Laboratory et le développement des instruments d’imagerie Mastcam-Z et Scanning Habitable Environments with Raman and Luminescence for Organics and Chemicals (SHERLOC) pour le futur Mars 2020 (sonde spatiale). En utilisant des échantillons recueillis par le rover Mars Curiosity, Ehlmann et ses collègues planifient des expériences pour interpréter les couches de grès des dunes transformées en roches sur la surface martienne afin de rechercher des indices de la vie sur Mars, ainsi que de la manière dont l'environnement de Mars a évolué au fil des ans. Elle fait partie de l'équipe qui propose le cratère Jezero, où des rivières jaillissaient autrefois dans un lac, comme site d'atterrissage pour la mission Mars 2020, affirmant que le cratère est également un excellent site d'atterrissage pour rechercher des signes de vie dans le sous-sol et des sédiments lacustres susceptibles de conserver des traces de la vie passée. Elle fait aussi partie des scientifiques qui préconisent que la mission 2020 soit une « méga mission » visant à trouver une vie ancienne sur Mars, visitant un nombre maximal de sites afin de garantir la probabilité de collecte d'échantillons présentant des signes de vie. 
Ehlmann fait partie de l'équipe explorant la géologie de Cérès avec les données recueillies par le sonde patiale Dawn. Cérès est la plus grande planète naine de la ceinture d'astéroïdes principale de notre système solaire et se caractérise par un certain nombre de points lumineux associés à l'impact du cratère Occator.  Elle et ses collaborateurs découvrent que les taches brillantes sont dues à une variété de sels hautement réfléchissants qui se sont accumulés sur Ceres, probablement à la suite de processus liés à l’eau,.

## Prix et distinctions
- Barry Goldwater Scholar, 2002[1]
- Rhodes Scholar, 2004[18]
- Emerging Explorer, National Geographic Society, 2013[19]
- Médaille James B. Macelwane, Union américaine de géophysique, 2015[20]
- Kavli Fellow, Académie nationale des sciences, 2015[21]
- Prix Harold C. Urey en sciences planétaires, 2017[22]